# Langendorf, Solothurn
Langendorf är en ort och kommun i distriktet Lebern i kantonen Solothurn, Schweiz. Kommunen har 3 858 invånare (2023).
Langendorf är en förort till Solothurn.